# George Jeffreys (1er baron Jeffreys)
Pour les articles homonymes, voir Jeffreys.
George Jeffreys (15 mai 1645 à Acton, près de Wrexham – 18 avril 1689  à la tour de Londres), 1er baron Jeffreys de Wem, membre du Conseil privé, surnommé le « juge qui pend », devient célèbre sous le règne de Jacques II, en tant que lord chancelier (il fut aussi Lord High Steward).